# Cantón de Ambérieu-en-Bugey
El cantón de Ambérieu-en-Bugey (en francés canton d'Ambérieu-en-Bugey) es una circunscripción electoral francesa situada en el departamento de Ain, de la región de Auvernia-Ródano-Alpes. La cabecera (bureau centralisateur en francés) está en Ambérieu-en-Bugey.

## Historia
Al aplicar el decreto n.º 2014-147 del 13 de febrero de 2014 sufrió una redistribución comunal con cambios en los límites territoriales y en el número de comunas, pasando éstas de 8 a 18. Se formó con la unión de dieciocho comunas: las ocho comunas que ya pertenecían al cantón, ocho de las doce comunas del antiguo cantón de Saint-Rambert-en-Bugey  y dos de las trece comunas del cantón de Lagnieu.
Con la aplicación de dicho decreto, que entró en vigor el 2 de abril de 2015, después de las primeras elecciones departamentales posteriores a la publicación de dicho decreto, los cantones de Ain pasaron de 43 a 23.

## Composición hasta 2015
El cantón estaba formado por ocho comunas:
- Ambérieu-en-Bugey
- Ambronay
- Bettant
- Château-Gaillard
- Douvres
- L'Abergement-de-Varey
- Saint-Denis-en-Bugey
- Saint-Maurice-de-Rémens

## Composición actual
| Comunas                 | Código INSEE | Población (2014) | Distrito | Cantón anterior        |
| ----------------------- | ------------ | ---------------- | -------- | ---------------------- |
| Ambérieu-en-Bugey       | 01004        | 14022            | Belley   | Ambérieu-en-Bugey      |
| Ambronay                | 01007        | 2570             | Belley   | Ambérieu-en-Bugey      |
| Ambutrix                | 01008        | 743              | Belley   | Lagnieu                |
| Arandas                 | 01013        | 157              | Belley   | Saint-Rambert-en-Bugey |
| Argis                   | 01017        | 427              | Belley   | Saint-Rambert-en-Bugey |
| Bettant                 | 01041        | 749              | Belley   | Ambérieu-en-Bugey      |
| Château-Gaillard        | 01089        | 1999             | Belley   | Ambérieu-en-Bugey      |
| Cleyzieu                | 01107        | 136              | Belley   | Saint-Rambert-en-Bugey |
| Conand                  | 01111        | 118              | Belley   | Saint-Rambert-en-Bugey |
| Douvres                 | 01149        | 1036             | Belley   | Ambérieu-en-Bugey      |
| L'Abergement-de-Varey   | 01002        | 239              | Belley   | Ambérieu-en-Bugey      |
| Nivollet-Montgriffon    | 01277        | 119              | Belley   | Saint-Rambert-en-Bugey |
| Oncieu                  | 01279        | 96               | Belley   | Saint-Rambert-en-Bugey |
| Saint-Denis-en-Bugey    | 01345        | 2255             | Belley   | Ambérieu-en-Bugey      |
| Saint-Maurice-de-Rémens | 01379        | 744              | Belley   | Ambérieu-en-Bugey      |
| Saint-Rambert-en-Bugey  | 01384        | 2265             | Belley   | Saint-Rambert-en-Bugey |
| Torcieu                 | 01421        | 732              | Belley   | Saint-Rambert-en-Bugey |
| Vaux-en-Bugey           | 01431        | 1219             | Belley   | Lagnieu                |

Fuente: INSEE